# دالة بيسل

دوال بيسل من النوع الأول، بالأحمر، بالأخضر ، بالأزرق

في الرياضيات، دوال بسل (بالإنجليزية: Bessel functions)‏ هن الحلول القانونية (y(x لمعادلة بسل التفاضلية
{\displaystyle x^{2}{\frac {d^{2}y}{dx^{2}}}+x{\frac {dy}{dx}}+(x^{2}-\alpha ^{2})y=0}
من أجل عدد مركب α (رتبة دالة بسل).
الحالة الخاصة والأكثر انتشارا وأهمية هي عندما تكون α عددا صحيحا أو عددا نصف صحيح.
كان الرياضياتي دانييل برنولي أول من عرفها ثم عممت من قبل فريدريش بيسيل.
مع أن α و−α تعطي نفس المعادلة التفاضلية، من المألوف تعريف دوال بسل مختلفة للترتبتين هاتين. تعرف دوال بسل أيضا ب دوال الاسطوانة أو التوافقيات الاسطوانية لأنها تمثل الحل لمعادلة لابلاس في الإحداثيات الاسطوانية.

## تطبيقات دالة بيسل
تظهر معادلة بسل عند الحاجة لحلول معادلة لابلاس ومعادلة هيلمتز في الإحداثيات الإسطوانية أو الإحداثيات الكروية. لذا فإن دوال بسل ذات أهمية كبرى في مسائل انتشار الموجة والساكنة.
عند حل مسائل في أنظمة الاحداثيات الاسطوانية، يحصل المرء على دوال بسل ذات رتبة صحيحة (α == n); في الاحداثيات الكروية يحصل على رتب أنصاف أعداد صحيحة (α == n + ½). على سبيل المثال:
- موجات كهرومغنطيسية في دليل الموجة الاسطواني.
- قانون توصيل الحرارة في جسم اسطواني.
- أنماط التذبذب في جسم دائري (حلقي) غشاء صناعي (مثلا طبلة أو أي ممبرانوفون).
- مسائل الانتشار على شكل شبكي.
- حلول معادلة شرودنغر (في الاحداثيات الكروية) لجسيم طليق.

هناك تطبيقات أخرى لدوال بسل وخواص كما في معالجة الإشارة (مثل اصطناع الإف إم، نافذة كايسر، مرشح بسل).

## تعاريف
بما أن دالة بسل معادلة تفاضلية، ينبغي أن يكون لها حلين مستقلين خطيا. اعتمادا على الحالات، بالرغم من ذلك، فإن صيغا مختلفة من هذه الحلول تكون مناسبة. فيما يلي وصفا لهذه الأنواع المختلفة.

### دوال بسل من النوع الأول: Jα
دوال بسل من النوع الأول التي يرمز لها {\displaystyle J_{\alpha }(x)\,}, هي حلول معادلة بسل التفاضلية التي تكون محدودة عند نقطة الأصل {\displaystyle (x=0)\,} لعدد صحيح غير سالب {\displaystyle \alpha \,}, وتتباعد عندما تقترب {\displaystyle x\,} من الصفر لعدد صحيح غير سالب {\displaystyle \alpha \,}. يعرف نوع الحل (عدد صحيح أم غير صحيح مثلا) وانتظام {\displaystyle J_{\alpha }(x)\,} بدلالة خواصه (انظر خواص دالة بسل). من الممكن تعريف الدالة من منشورها في متسلسلة تايلور حول {\displaystyle x=0\,}:
{\displaystyle J_{\alpha }(x)=\sum _{m=0}^{\infty }{\frac {(-1)^{m}}{m!\Gamma (m+\alpha +1)}}{\left({\frac {x}{2}}\right)}^{2m+\alpha }}
حيث {\displaystyle \Gamma (z)\,} هي دالة غاما، تعميم دالة المضروب للقيم الغير صحيحة. يبدو رسم دوال بسل شبيها بدوال الجيب وجيب التمام المتضائلة طرديا مع {\displaystyle 1/{\sqrt {(}}x)} مع أن جذورها ليست دورية عموما، سوى لقيم x التي يمكن مقاربتها. تشير متسلسلة تايلور إلى أن {\displaystyle -J_{1}(x)\,} تمثل مشتقة {\displaystyle J_{0}(x)\,}, تماما مثل {\displaystyle -\sin(x)\,} التي هي مشتقة {\displaystyle \cos(x)\,}; وبشكل عام يمكن التعبير عن المشتقة {\displaystyle J_{n}(x)\,} بدلالة {\displaystyle J_{n\pm 1}(x)\,} من مطابقات دوال بسل كما هو مبين في الأسفل.

مخطط دالة بسل من النوع الأول, J_{α}(x), لرتب صحيحة α=0,1,2.

للقيم الغير صحيحة α, تكون الدوال {\displaystyle J_{\alpha }(x)\,} و{\displaystyle J_{-\alpha }(x)\,} مستقلة خطيا، وتكون بالتالي الحلين العامين للمعادلة التفاضلية. من جهة أخرى، للأعداد الصحيحة {\displaystyle \alpha \,}, تكون العلاقة التالية صحيحة (لاحظ أن دالة غاما تصبح لانهائية لحجج الأعداد الصحيحة السالبة):
{\displaystyle J_{-n}(x)=(-1)^{n}J_{n}(x).\,}
هذا يعني أن الحلين لم يعودا مستقلين خطيا. في هذه الحالة يكون الحل الآخر المستقل خطيا يكون دوال بسل من النوع الثاني كما هو مناقش في الأسفل.

#### تكاملات بسل
يمكن الحصول على تعريف اخر لدالة بسل، للقيم الصحيحة n، باستعمال الصورة التكاملية:
{\displaystyle J_{n}(x)={\frac {1}{\pi }}\int _{0}^{\pi }\cos(n\tau -x\sin \tau )\,\mathrm {d} \tau .}
لقد كانت هذه هي الطريقة التي استعملها بسل، ومن هذا التعريف اشتق بعض الخصائص. يمكن تعميم التعريف إلى الرتب الغير صحيحة بإضافة حد اخر
{\displaystyle J_{\alpha }(x)={\frac {1}{\pi }}\int _{0}^{\pi }\cos(\alpha \tau -x\sin \tau )d\tau -{\frac {\sin(\alpha \pi )}{\pi }}\int _{0}^{\infty }e^{-x\sinh(t)-\alpha t}dt.}
هنا صورة تكاملية أخرى:
{\displaystyle J_{n}(x)={\frac {1}{2\pi }}\int _{-\pi }^{\pi }e^{-\mathrm {i} \,(n\tau -x\sin \tau )}\,\mathrm {d} \tau .}

### دوال بسل الكروية: jn, yn

#### علاقات تفاضلية
{\displaystyle f_{n}} التالية هي أي من {\displaystyle j_{n},y_{n},h_{n}^{(1)},h_{n}^{(2)}} حيث {\displaystyle n=0,\pm 1,\pm 2,\dots }
{\displaystyle \left({\frac {1}{z}}{\frac {d}{dz}}\right)^{m}\left(z^{n+1}f_{n}(z)\right)=z^{(n-m)+1}f_{(n-m)}(z).}

## مطابقات مختارة
- {\displaystyle I_{-{\frac {1}{2}}}\left({\frac {z}{2}}\right)+I_{\frac {1}{2}}\left({\frac {z}{2}}\right)={\frac {2e^{\frac {z}{2}}}{\sqrt {\pi z}}};}
- {\displaystyle I_{\nu }(z)=\sum _{k=0}{\frac {z^{k}}{k!}}J_{\nu +k}(z);}
- {\displaystyle J_{\nu }(z)=\sum _{k=0}(-1)^{k}{\frac {z^{k}}{k!}}I_{\nu +k}(z);}
- {\displaystyle I_{\nu }(\lambda z)=\lambda ^{\nu }\sum _{k=0}{\frac {\left((\lambda ^{2}-1){\frac {z}{2}}\right)^{k}}{k!}}I_{\nu +k}(z);}
- {\displaystyle I_{\nu }(z_{1}+z_{2})=\sum _{k=-\infty }^{\infty }I_{\nu -k}(z_{1})I_{k}(z_{2});}
- {\displaystyle J_{\nu }(z)={\frac {z}{2\nu }}(J_{\nu -1}(z)+J_{\nu +1}(z)),\quad I_{\nu }(z)={\frac {z}{2\nu }}(I_{\nu -1}(z)-I_{\nu +1}(z));}
- {\displaystyle J_{\nu }'(z)={\frac {1}{2}}(J_{\nu -1}(z)-J_{\nu +1}(z)),\quad I_{\nu }'(z)={\frac {1}{2}}(I_{\nu -1}(z)+I_{\nu +1}(z));}
- {\displaystyle \left({\frac {x}{2}}\right)^{\nu }=\sum _{k=0}(-1)^{k}{\frac {\Gamma (k+\nu )}{k!}}(2k+\nu )I_{2k+\nu }(x).}

## الملاحظات
1. ↑  "معلومات عن دالة بيسل على موقع id.ndl.go.jp". id.ndl.go.jp. مؤرشف من الأصل في 2020-04-12.
2. ↑  "معلومات عن دالة بيسل على موقع ams.org". ams.org. مؤرشف من الأصل في 2019-12-19.
3. ↑  "معلومات عن دالة بيسل على موقع mathworld.wolfram.com". mathworld.wolfram.com. مؤرشف من الأصل في 2017-08-29.